# Redruth
Redruth (korniska: Resrudh) är en stad och civil parish i grevskapet Cornwall i sydvästra England. Staden ligger i distriktet Cornwall, strax nordost om Camborne. Tätortsdelen (built-up area sub division) Redruth hade 19 902 invånare vid folkräkningen år 2011.